# Sārājūq
Sārājūq (persiska: ساراجوق) är en ort i Iran.   Den ligger i provinsen Västazarbaijan, i den nordvästra delen av landet, 600 km väster om huvudstaden Teheran. Sārājūq ligger 1 282 meter över havet och antalet invånare är 125.
Terrängen runt Sārājūq är platt åt nordost, men åt sydväst är den kuperad. Terrängen runt Sārājūq sluttar österut.Runt Sārājūq är det ganska tätbefolkat, med 185 invånare per kvadratkilometer. Närmaste större samhälle är Urmia, 12,1 km nordväst om Sārājūq. Trakten runt Sārājūq består till största delen av jordbruksmark.